# Alice Maud Shipley
Pour les articles homonymes, voir Shipley.

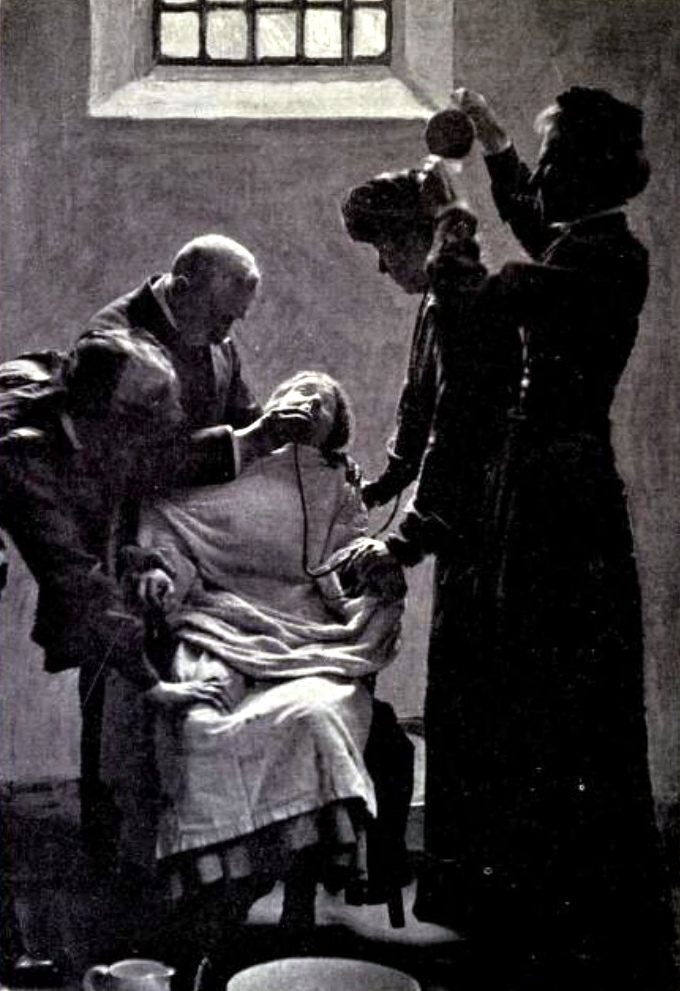
Une suffragette nourrie de force ; Shipley a subi ce traitement en 1912 à la prison de Holloway.

Alice Maud Shipley (5 juin 1869 - 16 décembre 1951) est une suffragette britannique. Membre de la Women's Social and Political Union (WSPU), elle reçoit une peine de prison au cours de laquelle elle fait une grève de la faim et subit une alimentation forcée, action pour laquelle elle reçoit la médaille de la grève de la faim de la WSPU.

## Biographie
Alice Maud Shipley est née à Higham Ferrers dans le Northamptonshire en 1869, l'aînée des trois enfants de Martha née Smith (1845-1876), couturière, et d'Alfred George Shepherd Shipley (1844-1914), contremaître dans une manufacture de chaussures et évangéliste laïc méthodiste. En 1891, elle est couturière comme sa mère, puis en 1901, elle est femme de chambre de Mrs. Margaret Pairman à Dryfesdale (en) dans le Dumfriesshire en Écosse. 
Alice est membre de la Women's Social and Political Union (WSPU). Le 21 novembre 1911, Shipley fait partie des 223 manifestants arrêtées lors d'une manifestation de la WSPU à la Chambre des communes, à laquelle elle s'est rendue avec d'autres femmes de la branche d'Édimbourg de la WSPU, notamment Elizabeth et Agnes Thomson (en), Jessie Methven, Edith Hudson et Mrs. N Grieve. Les manifestations suivent le torpillage du projet de loi de conciliation (en). Elle comparait devant le tribunal de première instance de Bow Street (Bow Street Magistrates' Court), après quoi elle est relaxée. Elle est de nouveau arrêtée à West London en mars 1912 lors d'une campagne de bris de vitres dans le West End de Londres, à la suite de quoi elle comparait aux sessions de Londres le 19 mars 1912 où elle refuse d'être ligotée et elle est condamnée à quatre mois de prison dans la prison de Holloway.

« Pendant plus de la moitié de ma vie, j'ai fait tout ce qui était en mon pouvoir pour aider les pauvres et les malheureux. En tant que membre d'une société de vigilance et en tant que collaboratrice d'autres sociétés, je connais la condition de nos femmes et de nos filles, les dangers qui les guettent et le fait qu'elles n'ont aucun moyen de se protéger ; c'est cette connaissance qui m'a fait adopter l'attitude qui est la mienne aujourd'hui. Je pense que notre cas est des plus urgents et que seule une femme peut comprendre les besoins d'une femme, que les femmes souffrent du manque et des soins des hommes et que leur salut réside dans la prise en charge de leurs propres besoins et dans la revendication du droit de vote. »

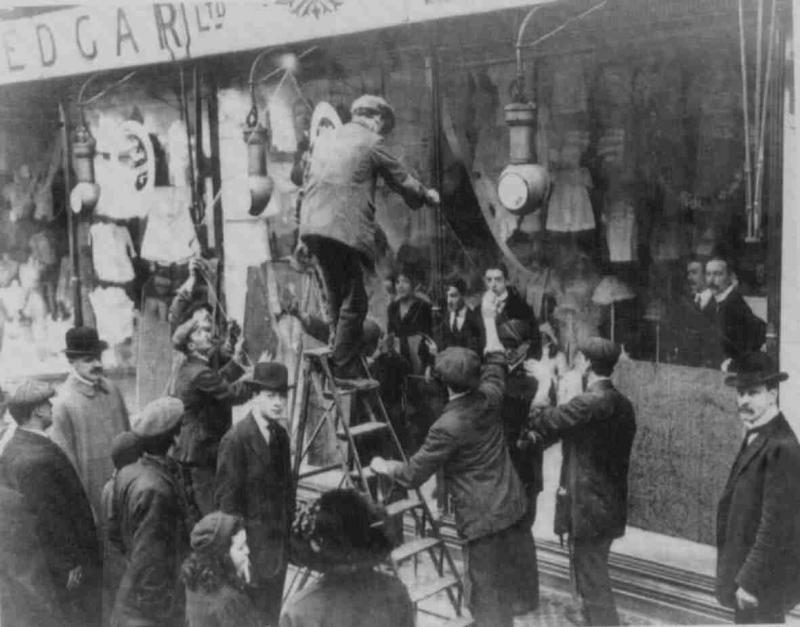
Campagne de bris de vitres par des suffragettes.

À Holloway, elle entame une grève de la faim et subit une alimentation forcée. En prison, elle est l'une des cosignataires du Mouchoir des suffragettes, un symbole de défi organisé par une codétenue, Mary Ann Hilliard, qui l'a conservé jusqu'à sa mort. À sa sortie de prison, fin juin 1912, elle reçoit une Hunger Strike Medal « pour la bravoure » des dirigeants de la WSPU.
Alice Maud Shipley meurt à Édimbourg en Écosse en 1951. Elle est inhumée dans le caveau familial de la famille Pairman dans le cimetière de l'église presbytérienne St Mary (de) à Biggar, dans le South Lanarkshire. Une inscription qui lui rend hommage sur le mémorial se lit comme suit : « Alice Maude Shipley amie fidèle de la famille Pairman pendant près de 60 ans, morte à Édimbourg le 16.12.1951 »,.